# Ian Callum
Ian Callum, né le 30 juillet 1954 à Dumfries en Écosse, est un designer automobile écossais. Il est actuellement directeur du design de Jaguar.
Il est le frère ainé du designer automobile Moray Callum (en), vice-président du design de Ford.
Il est marié, a deux fils et réside actuellement dans l'Oxfordshire, en Angleterre.

## Carrière

### Ford
De 1979 à 1990 il travaille en tant que designer chez Ford.

### TWR
En 1990 Ian Callum rejoint Peter Stevens et Tom Walkinshaw chez Tom Walkinshaw Racing.
Pendant cette période, il a été en partie responsable du design de l'Aston Martin DB7.

### Jaguar
En 1999, Ian Callum a été nommé pour succéder à Geoff Lawson (en) en tant que directeur du design chez Jaguar, qui était devenu une filiale du constructeur américain Ford en 1990.

## Ses concepts

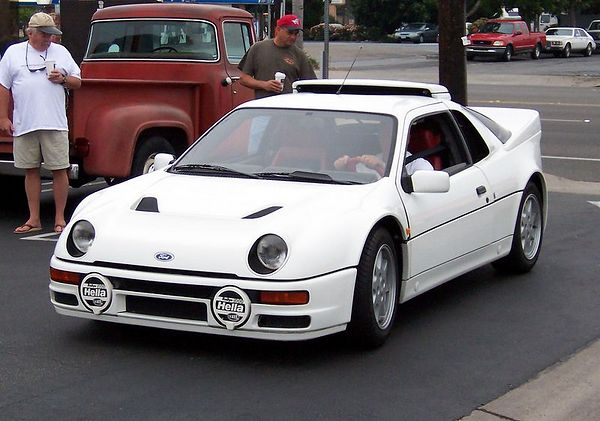
Ford RS200 (1984)
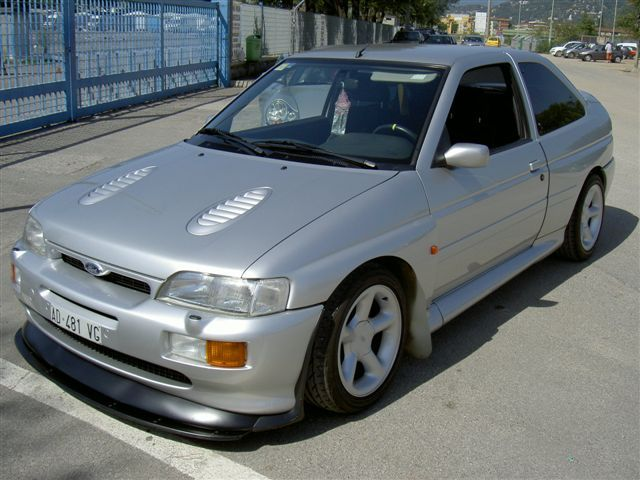
Ford Escort Cosworth (1989)
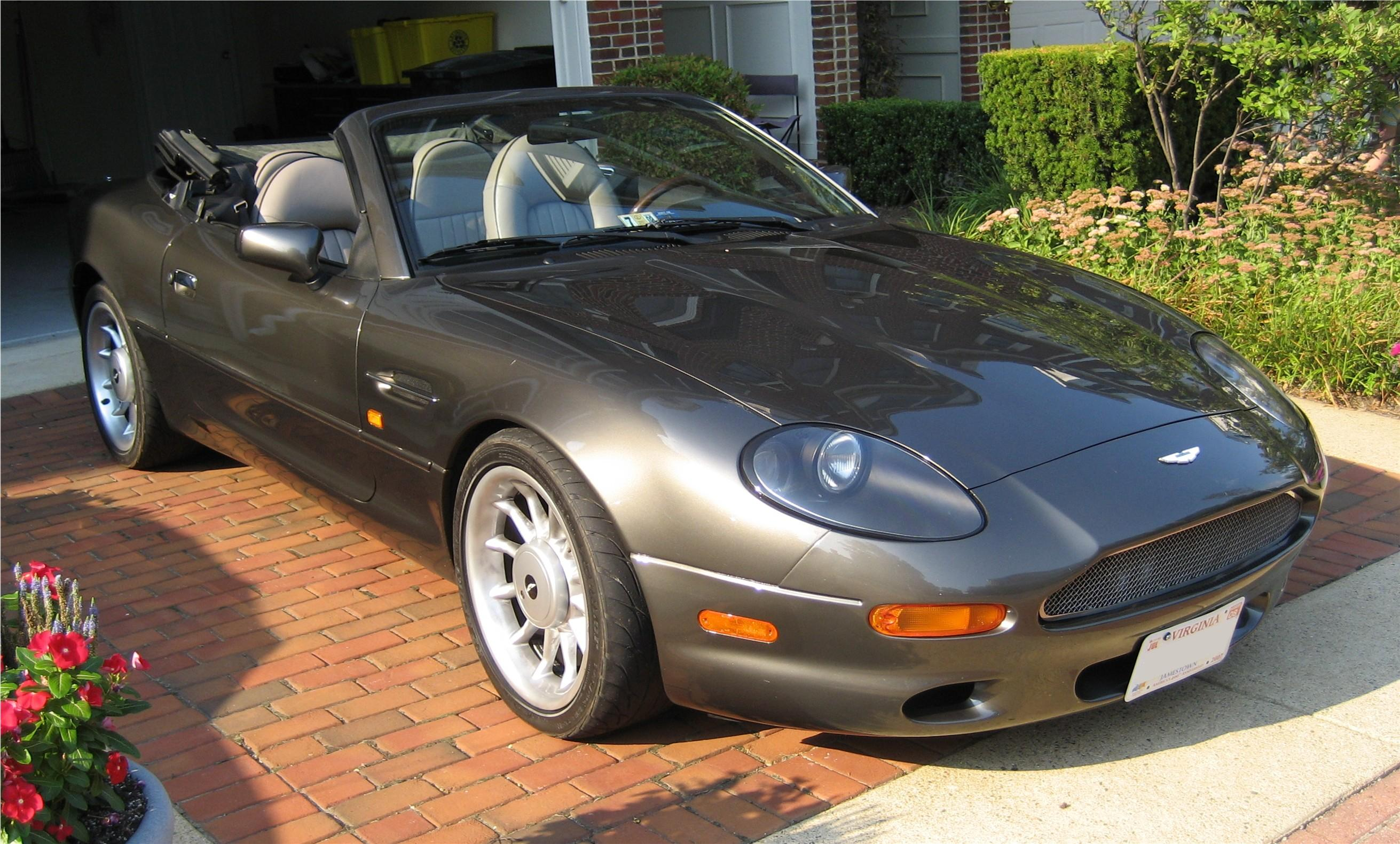
Aston Martin DB7 (1993)
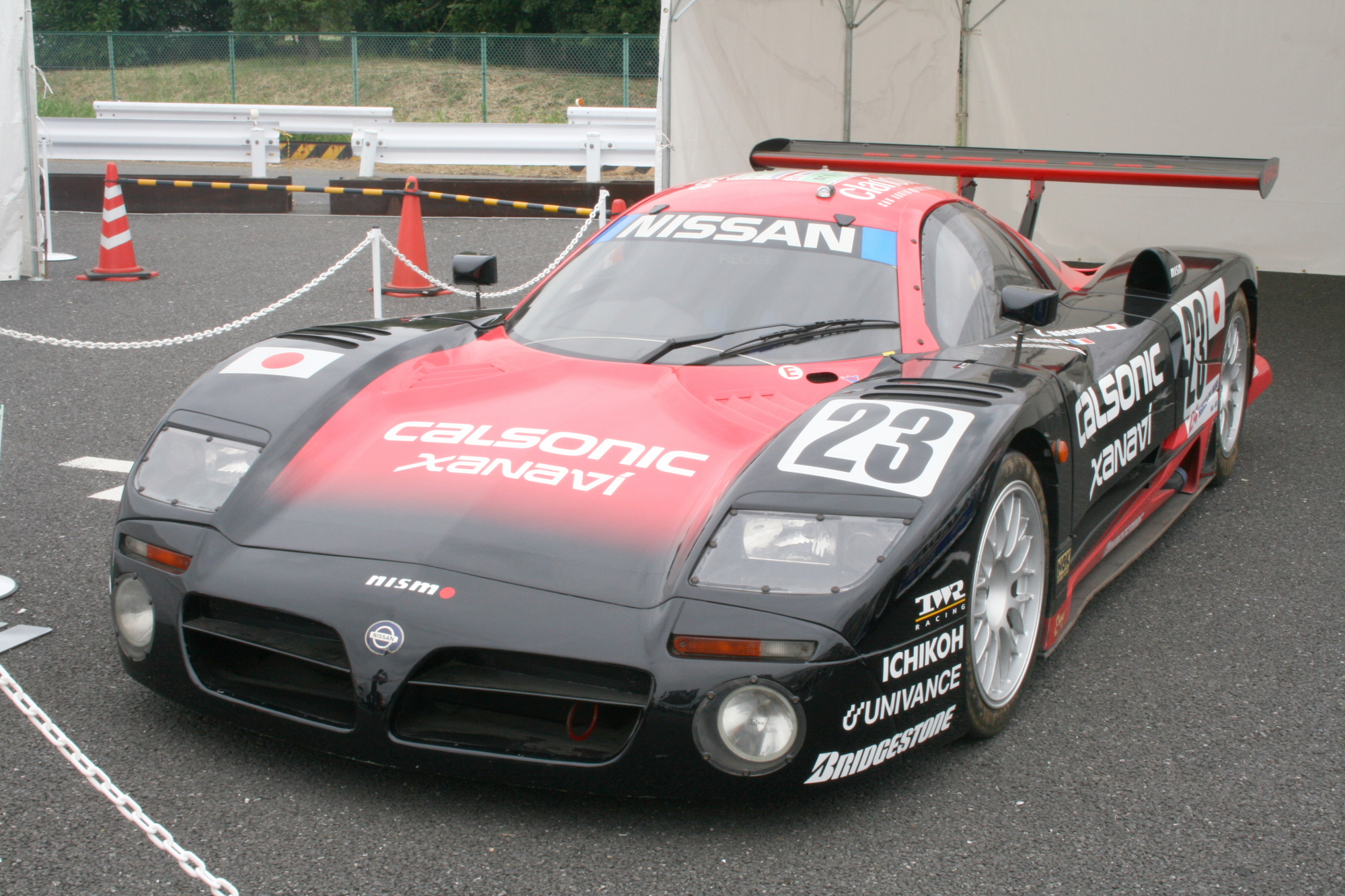
Nissan R390 GT1 (1997)
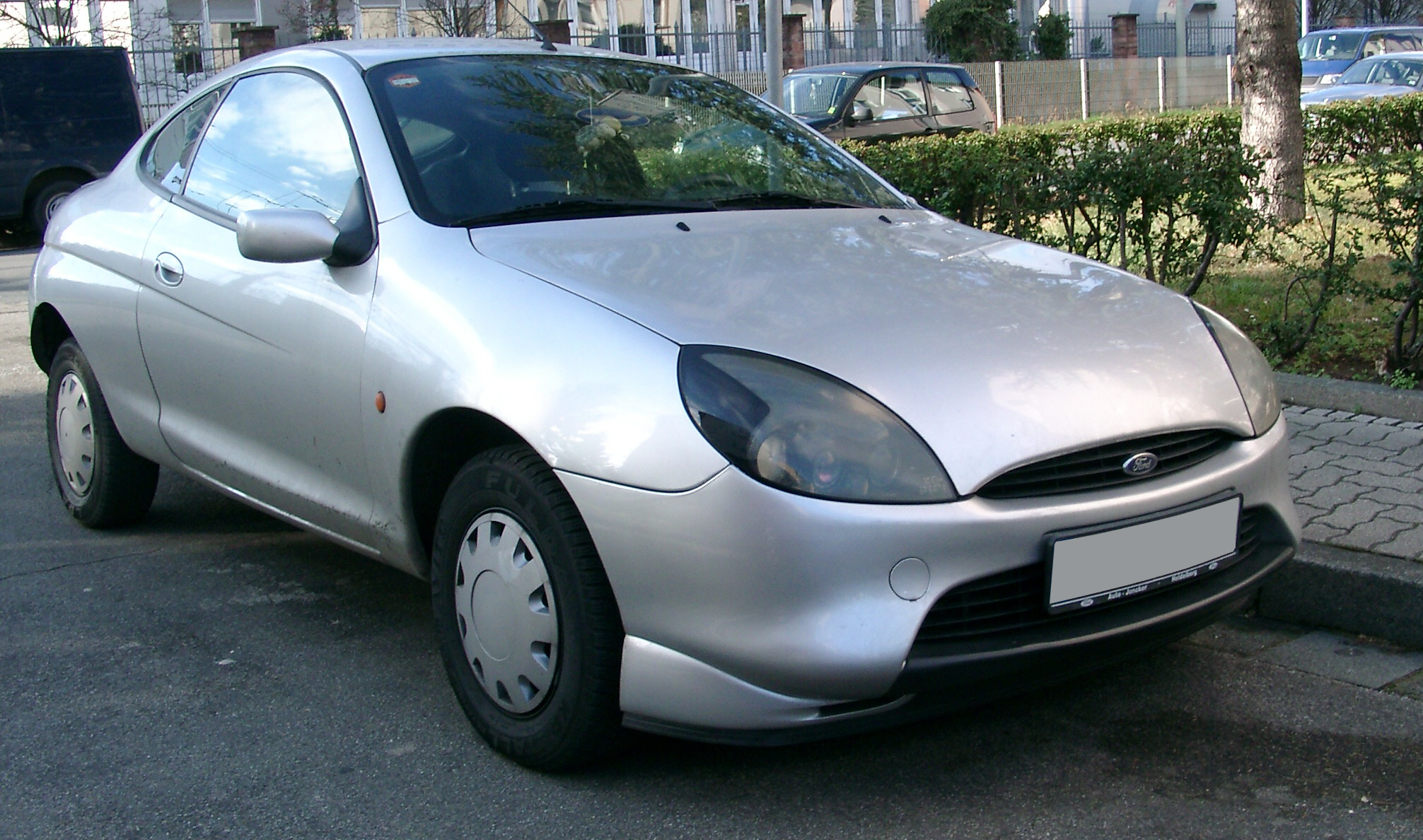
Ford Puma (1997)
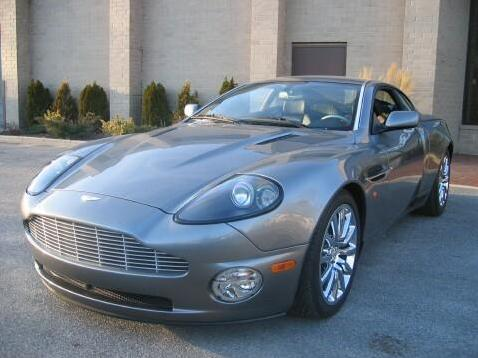
Aston Martin Vanquish (2001)
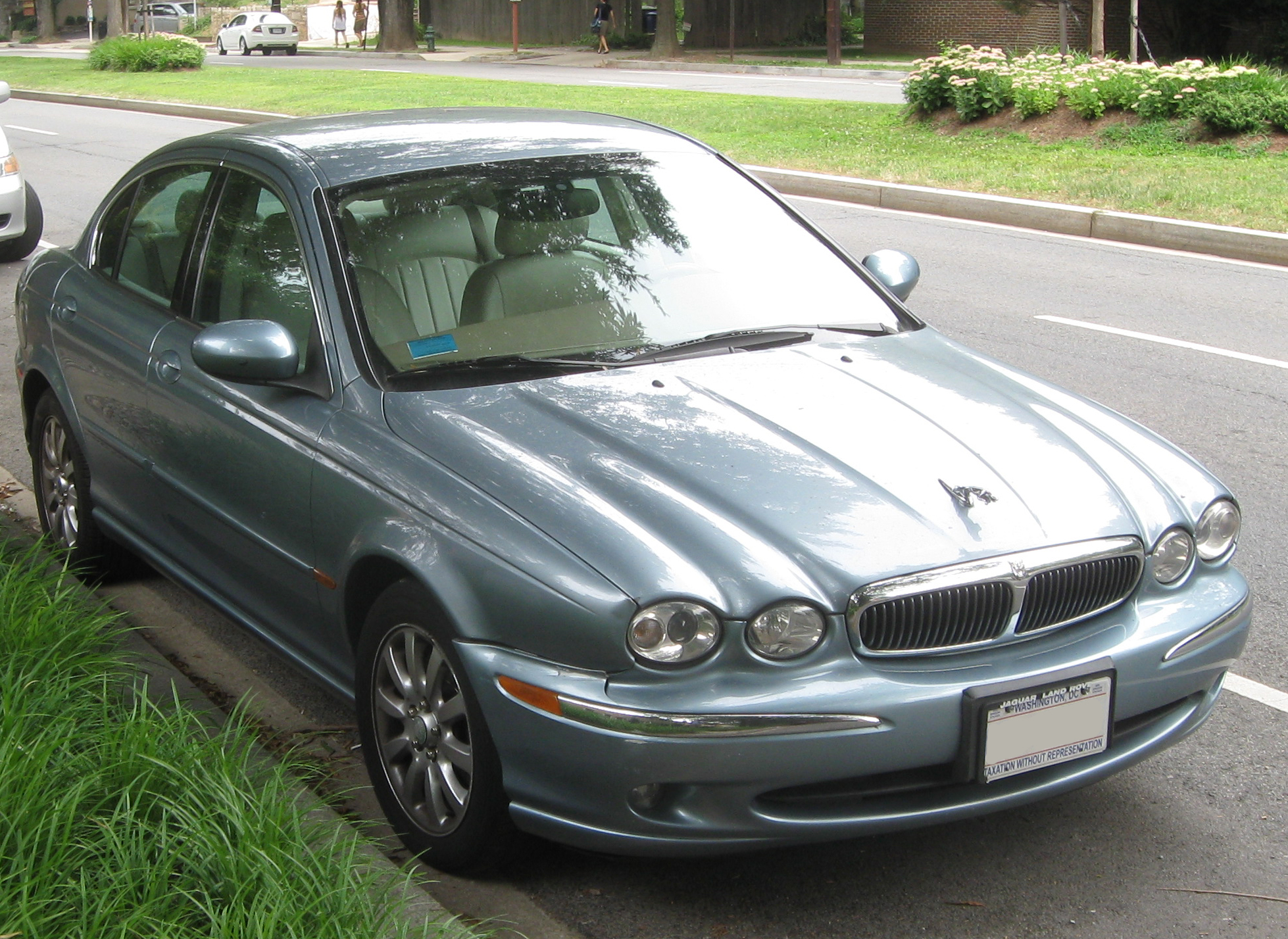
Jaguar X-Type (2001)
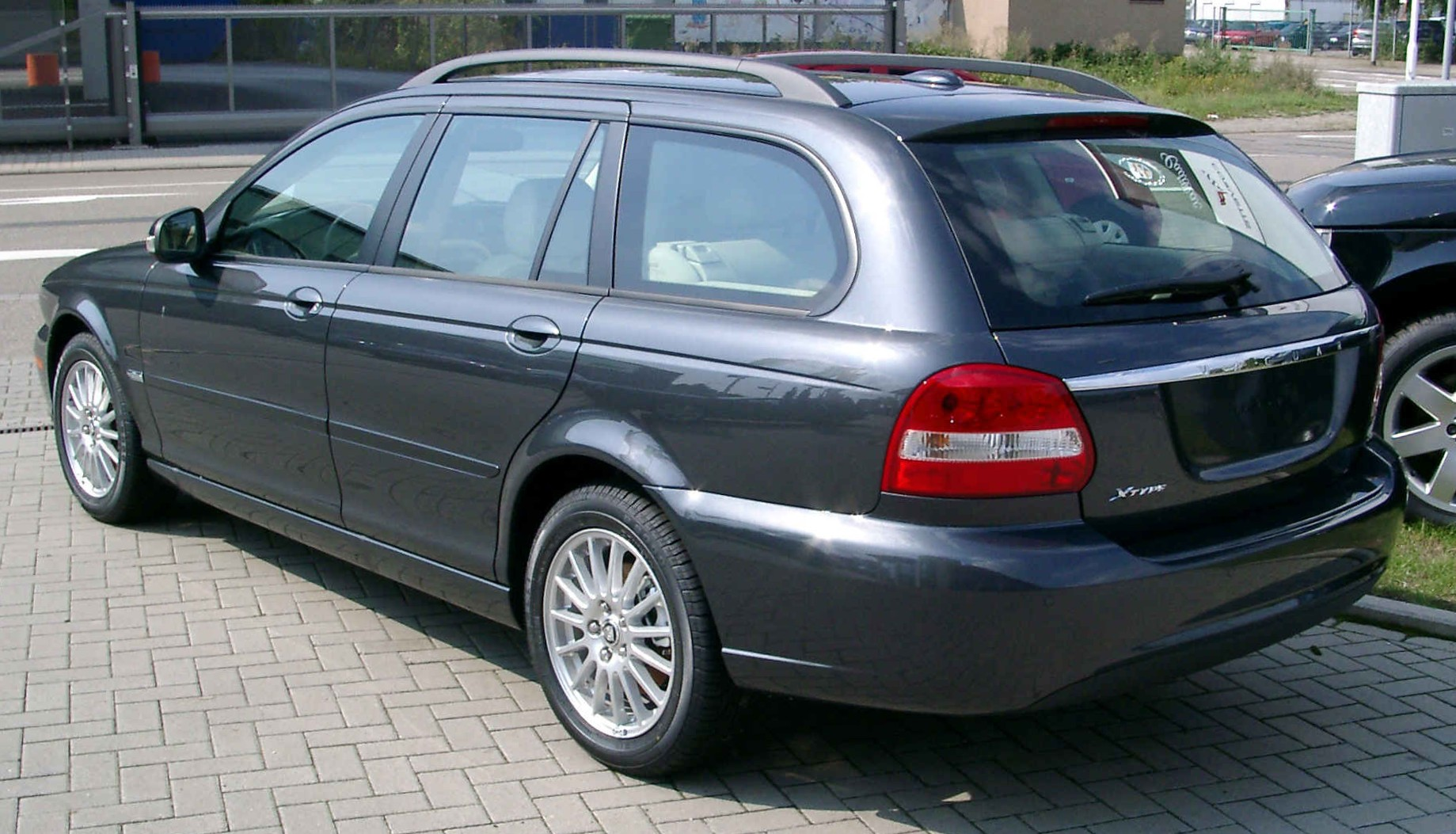
Jaguar X-Type Estate (2004)
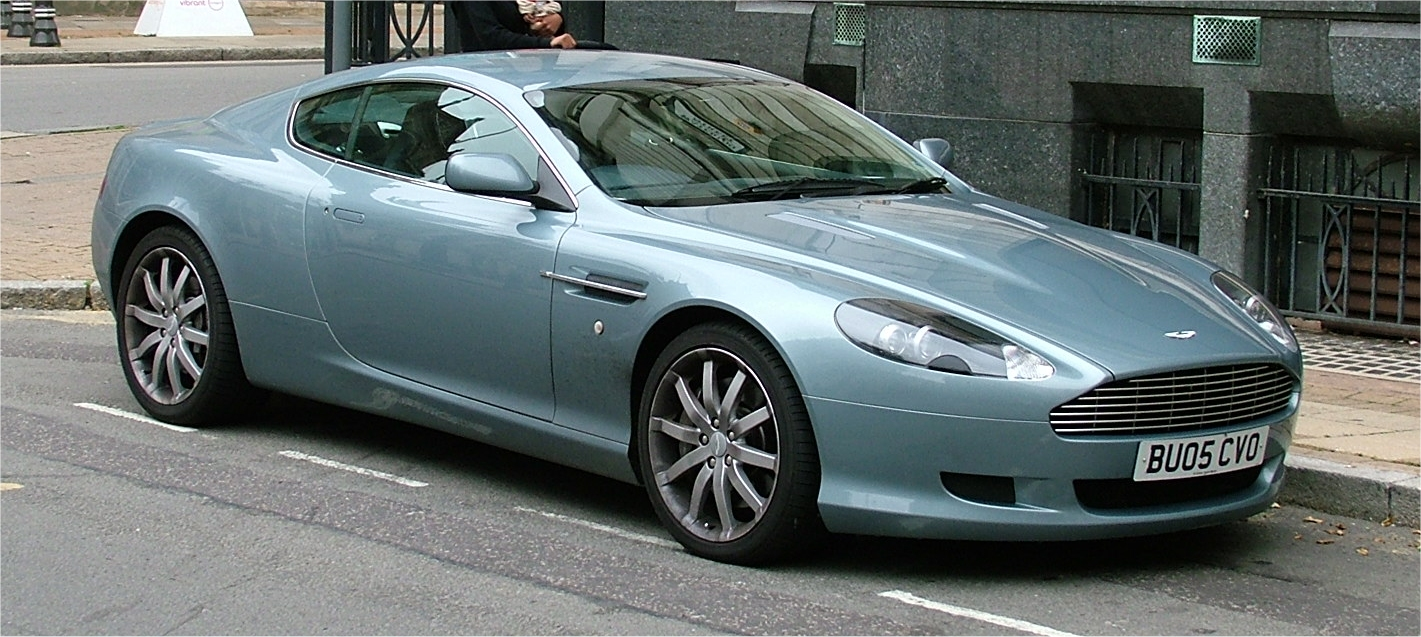
Aston Martin DB9 (2004)
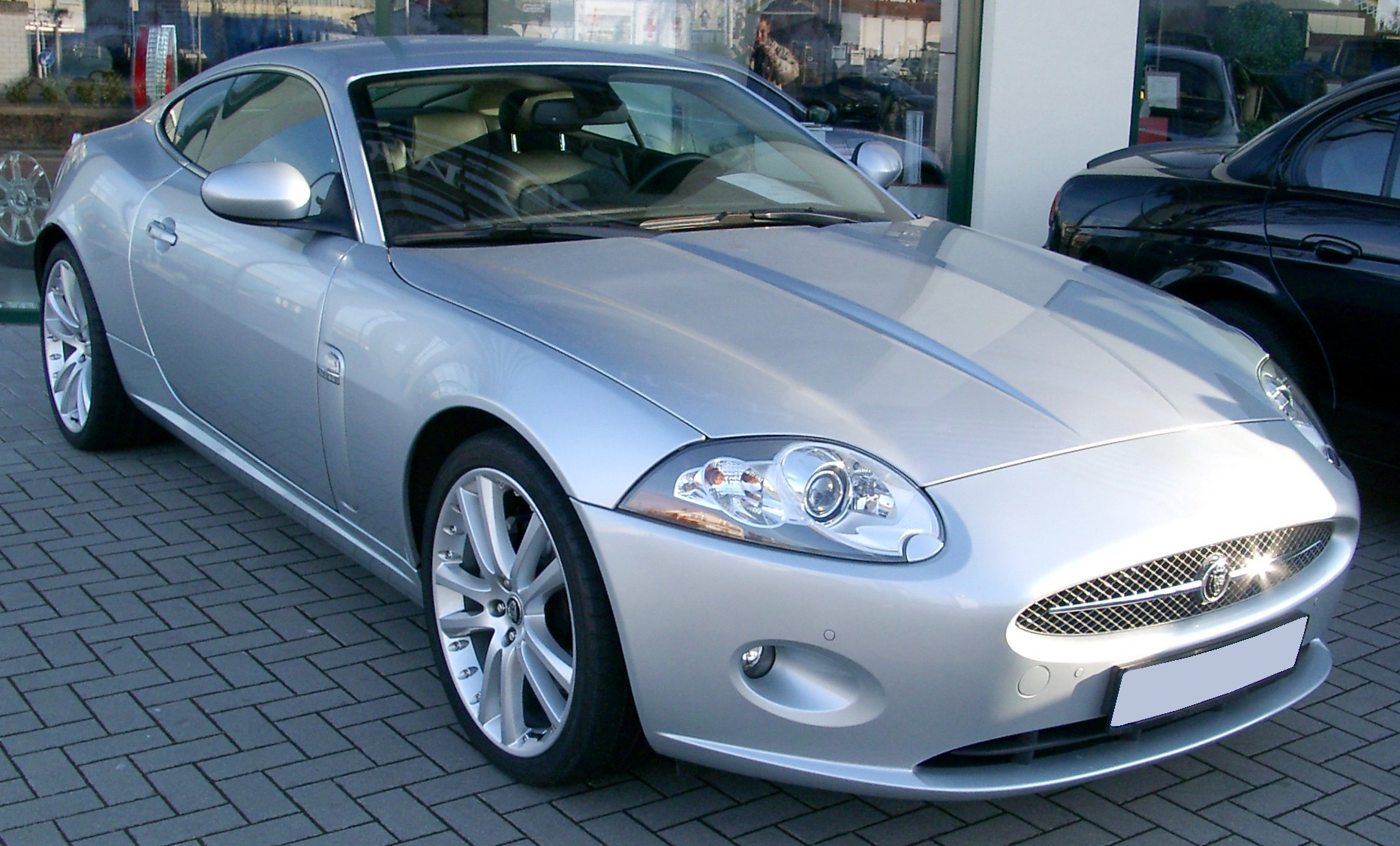
Jaguar XK (2005)
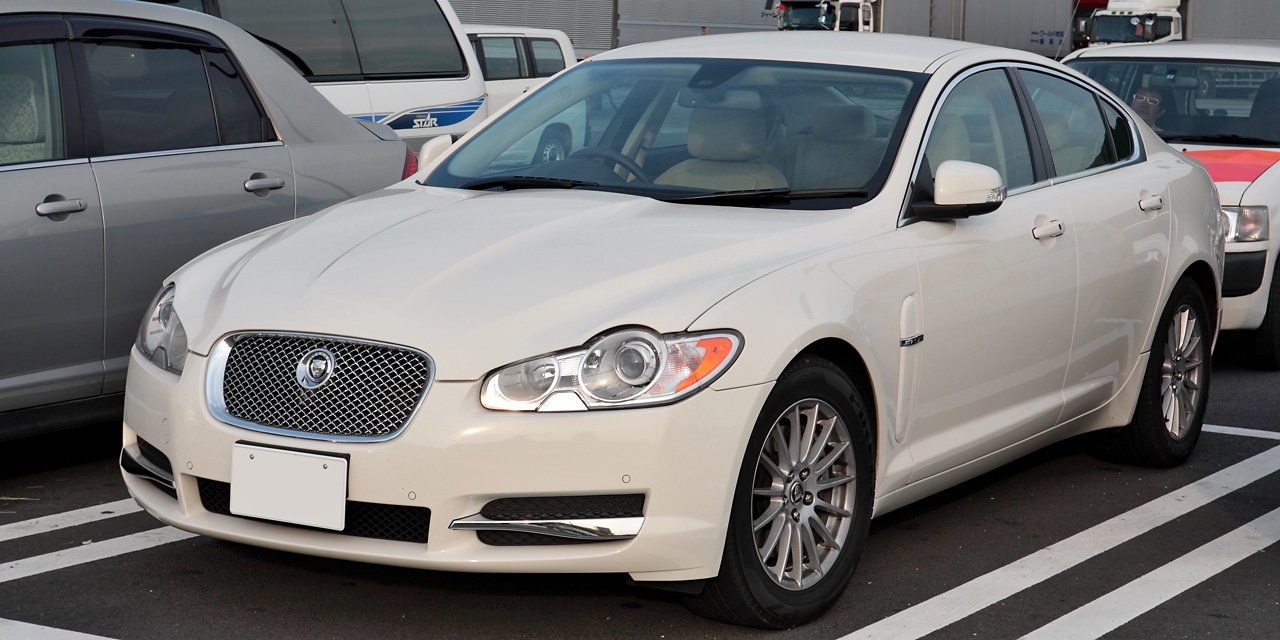
Jaguar XF (2008)
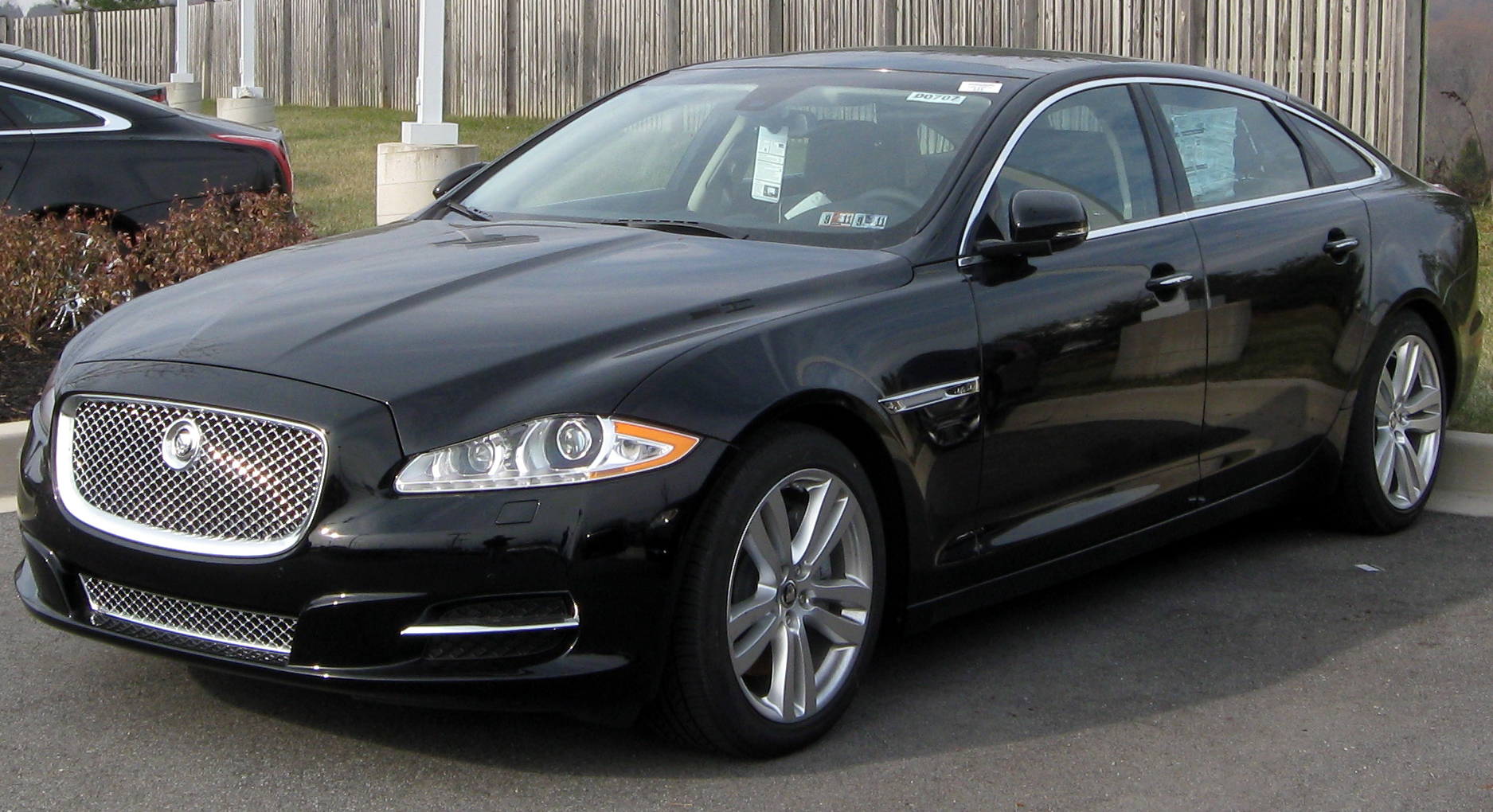
Jaguar XJ (2009)
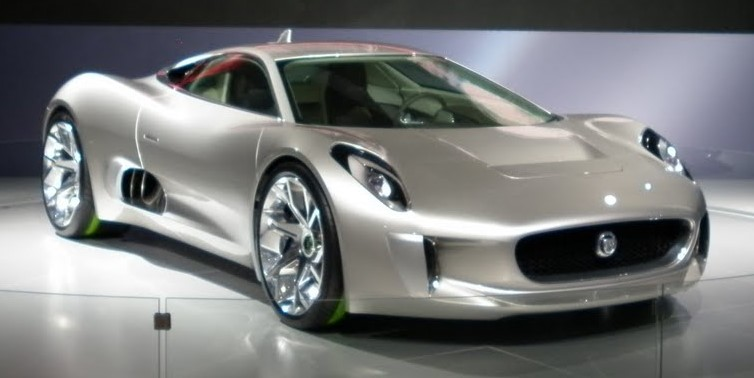
Jaguar C-X75 (2010)
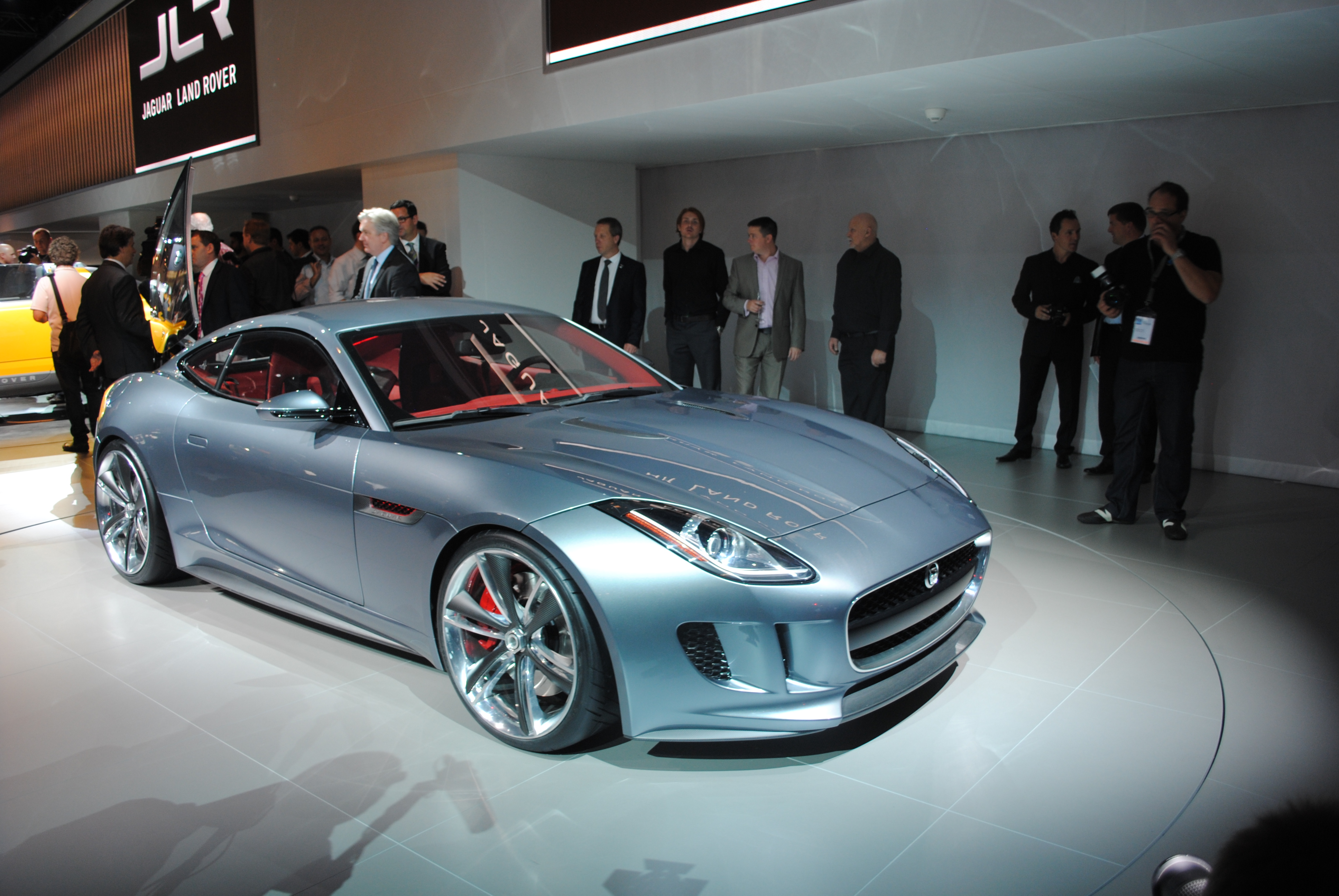
Jaguar C-X16 (2012)
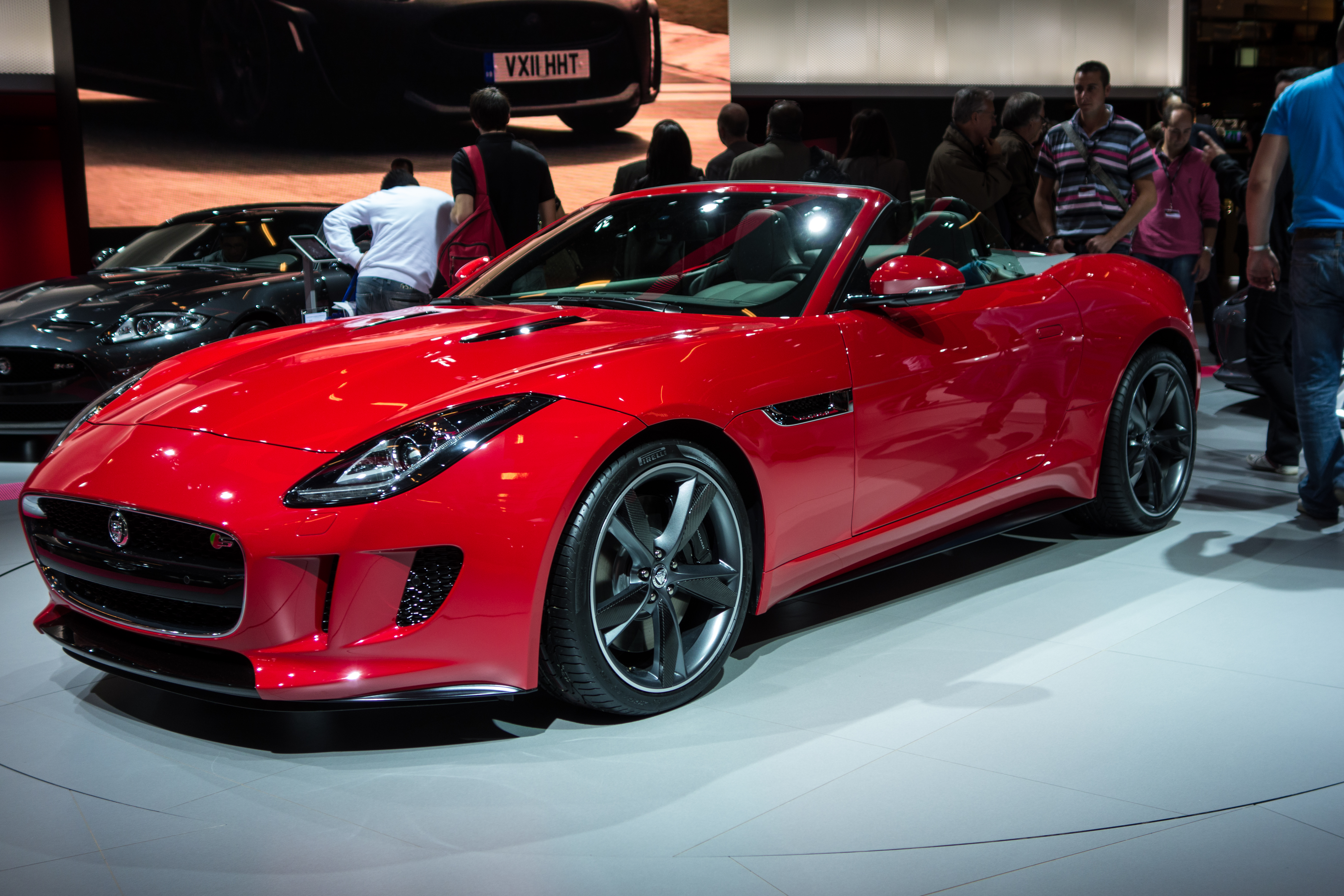
Jaguar F-Type (2013)